# Vulcanimicrobiota
Vulcanimicrobiota o Eremiobacteraeota es un filo candidato de bacterias oligótrofas que habitan debajo de los suelos con profundidades de 300 cm de excavación y a temperaturas con más de 80°.

## Descripción
Los miembros de este filo son fotoautótrofos o heterótrofos aeróbicos adaptados a condiciones pobres en nutrientes. Los genomas de Vulcanimicrobiota codifican oxidasas terminales de alta afinidad y una glicosil hidrolasas, que indican la capacidad de utilizar polisacáridos para el crecimiento y la presencia de un metabolismo aeróbico. En concreto, los genomas contienen genes de catálisis de glucógeno (alfa-amilasa, glucoamilasas) y de síntesis (glucógeno sintasa). Se ha demostrado que la capacidad de sintetizar, almacenar y descomponer el glucógeno promueve la supervivencia de estas bacterias durante los períodos de inanición. Se ha detectado genes de deshidrogenasa de monóxido de carbono (CO), lo que indica que los miembros de este filo contribuyen a la oxidación del monóxido de carbono (CO) y degradación del hidrógeno. Genes relacionados con el ciclo del nitrógeno, oxidación del amoníaco y la metanotrofia, lo que sugiere que pueden puede emplear alternativamente como fuente de energía el metano. Según el análisis metagenómico, estas bacterias son capaces de formar esporas en ciertas condiciones.
Filogenéticamente estarían relacionados con las bacterias grampositivas y Armatimonadota en el reino Bacillati.